# Выбор критиков (кинопремия, 2005)
10-я церемония премии «Выбор критиков» состоялась 10 января 2005 года в театре Уилтерн в Лос-Анджелесе, Калифорния. Номинанты были объявлены 15 декабря 2004 года.

## Победители и номинанты
| Лучший фильм                      | 1. На обочине 2. Авиатор 3. Вечное сияние чистого разума 4. Волшебная страна 5. Доктор Кинси 6. Малышка на миллион 7. Отель "Руанда" 8. Призрак оперы 9. Рэй 10. Соучастник |

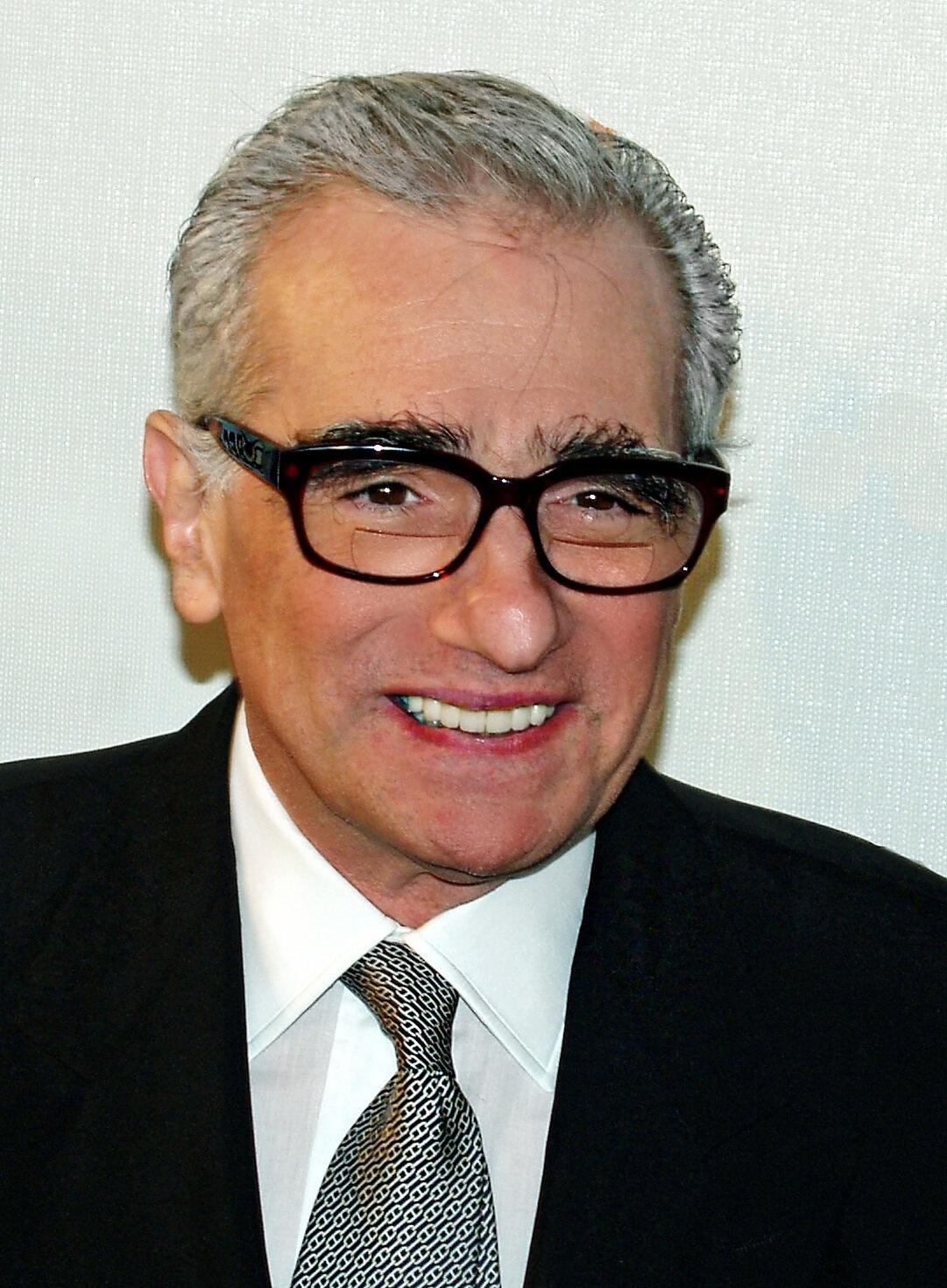
Мартин Скорсезе, лучший режиссёр

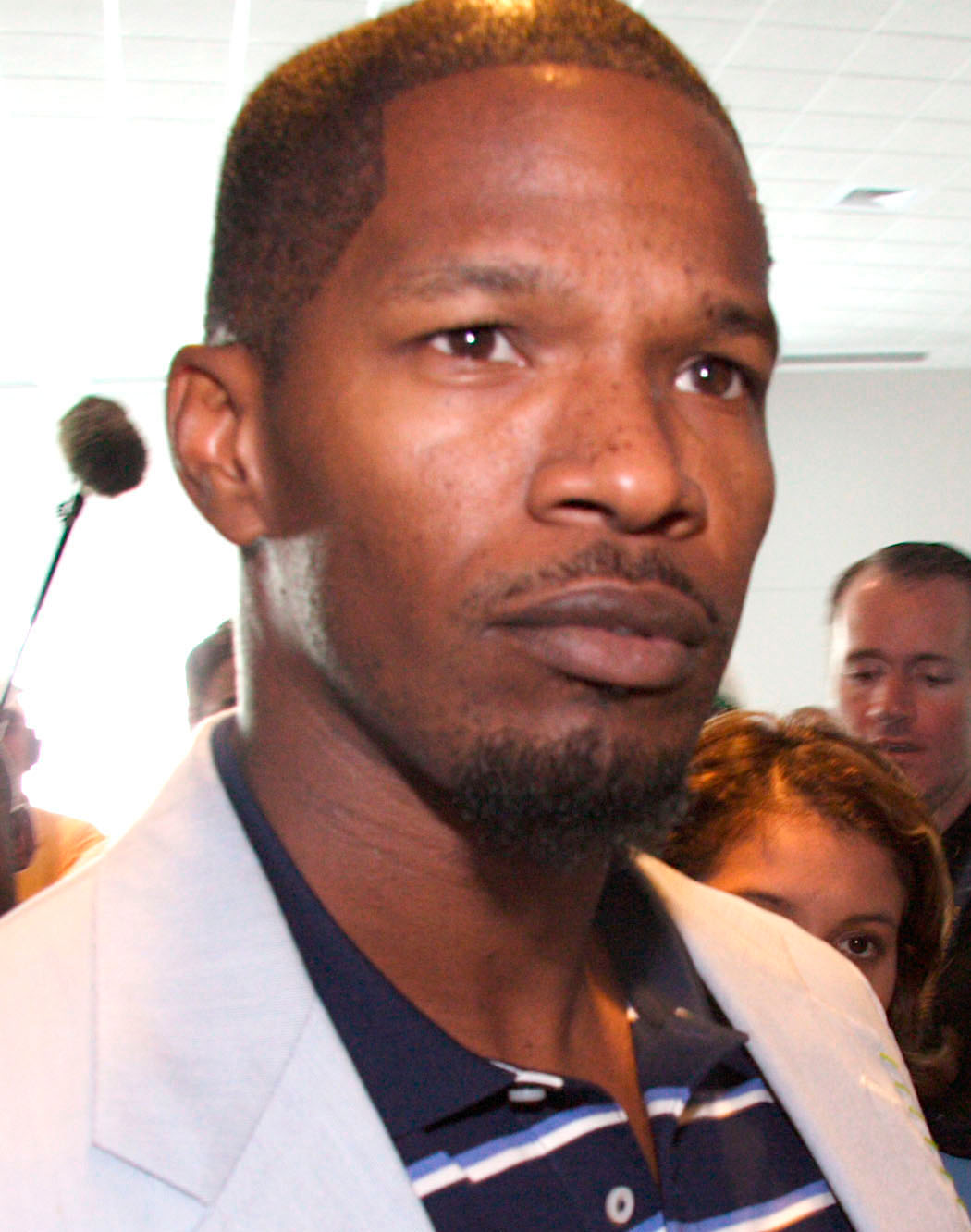
Джейми Фокс, лучшая мужская роль

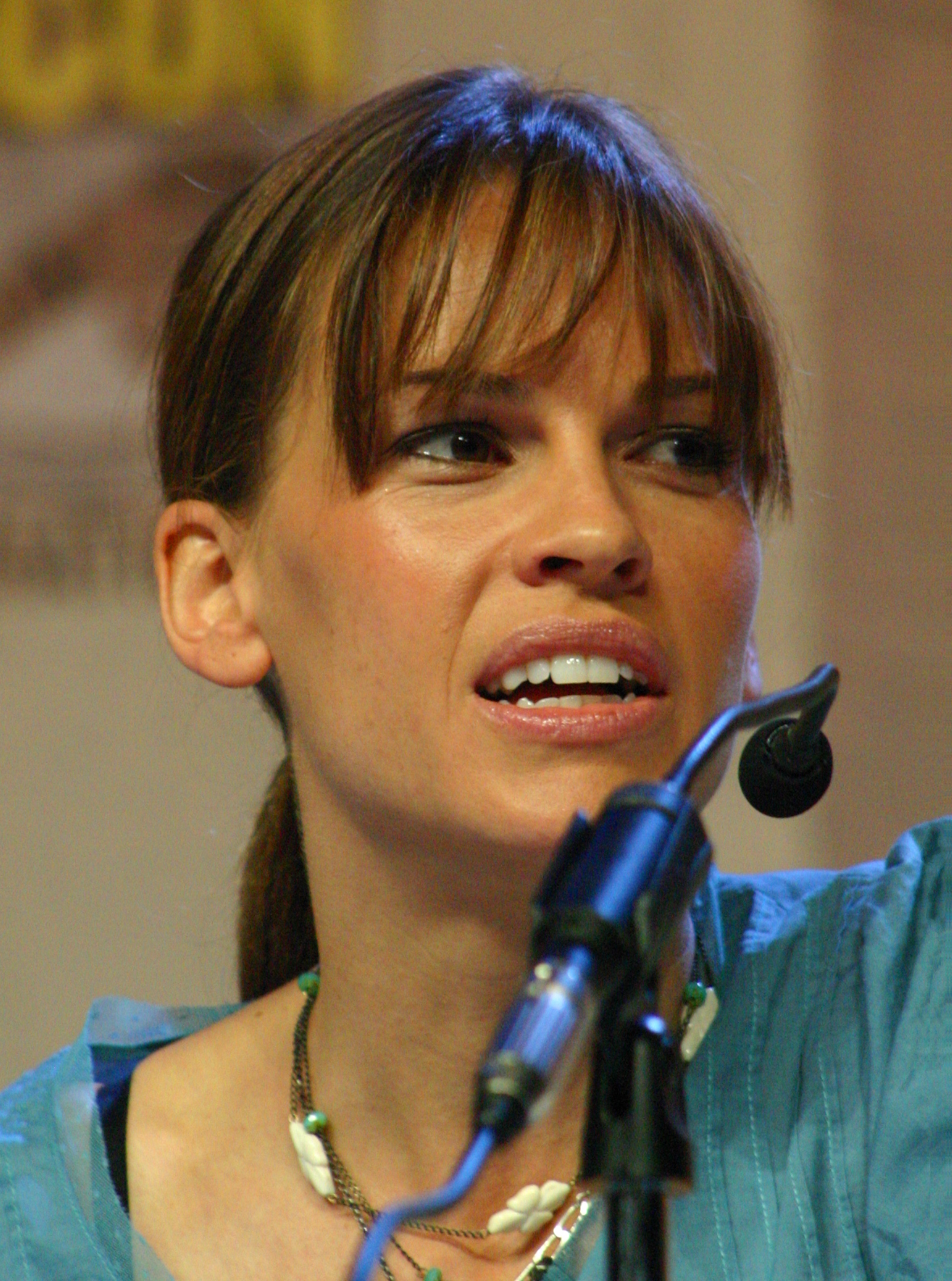
Хилари Суэнк, лучшая женская роль

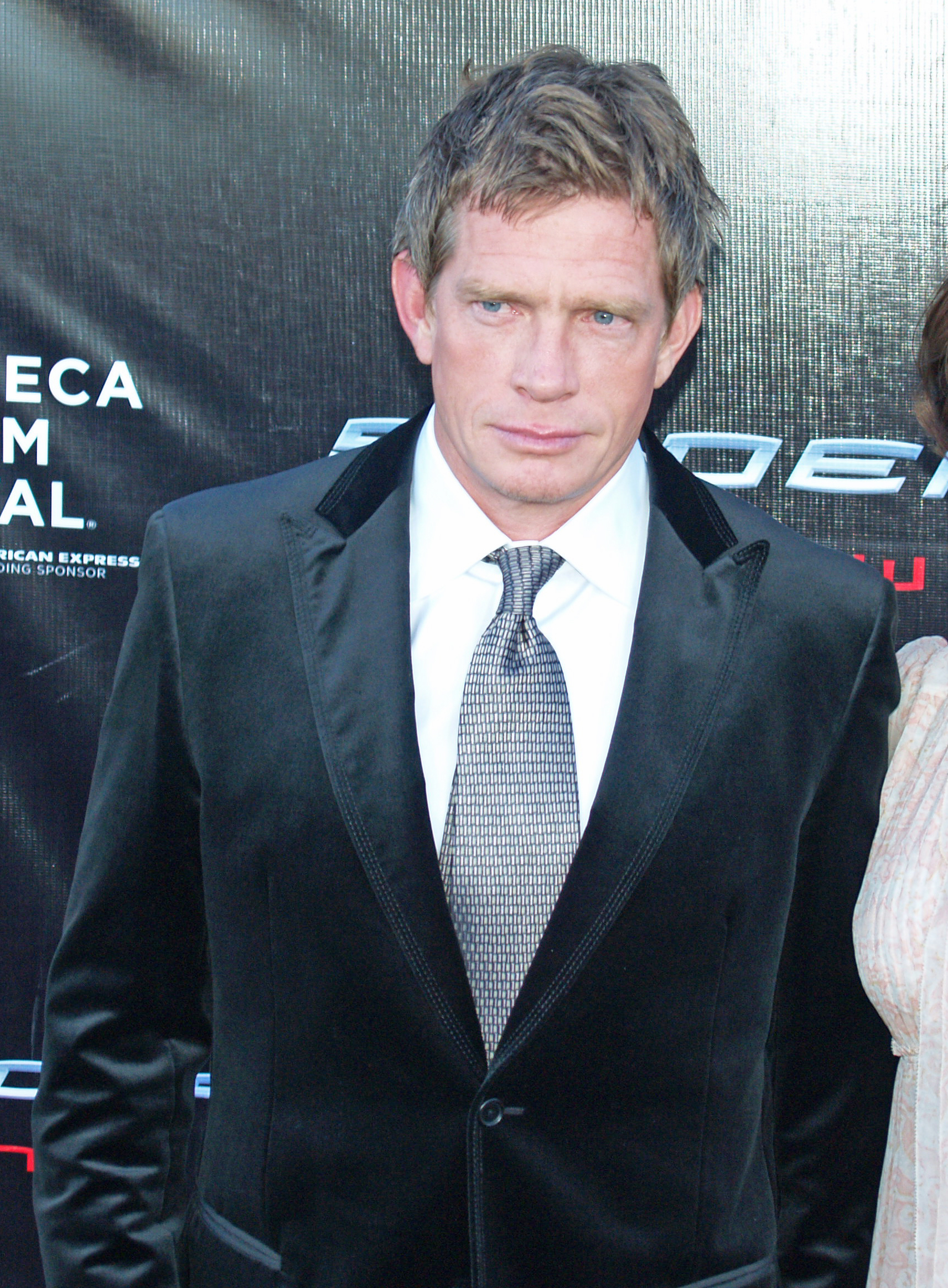
Томас Хейден Чёрч, лучшая мужская роль второго плана

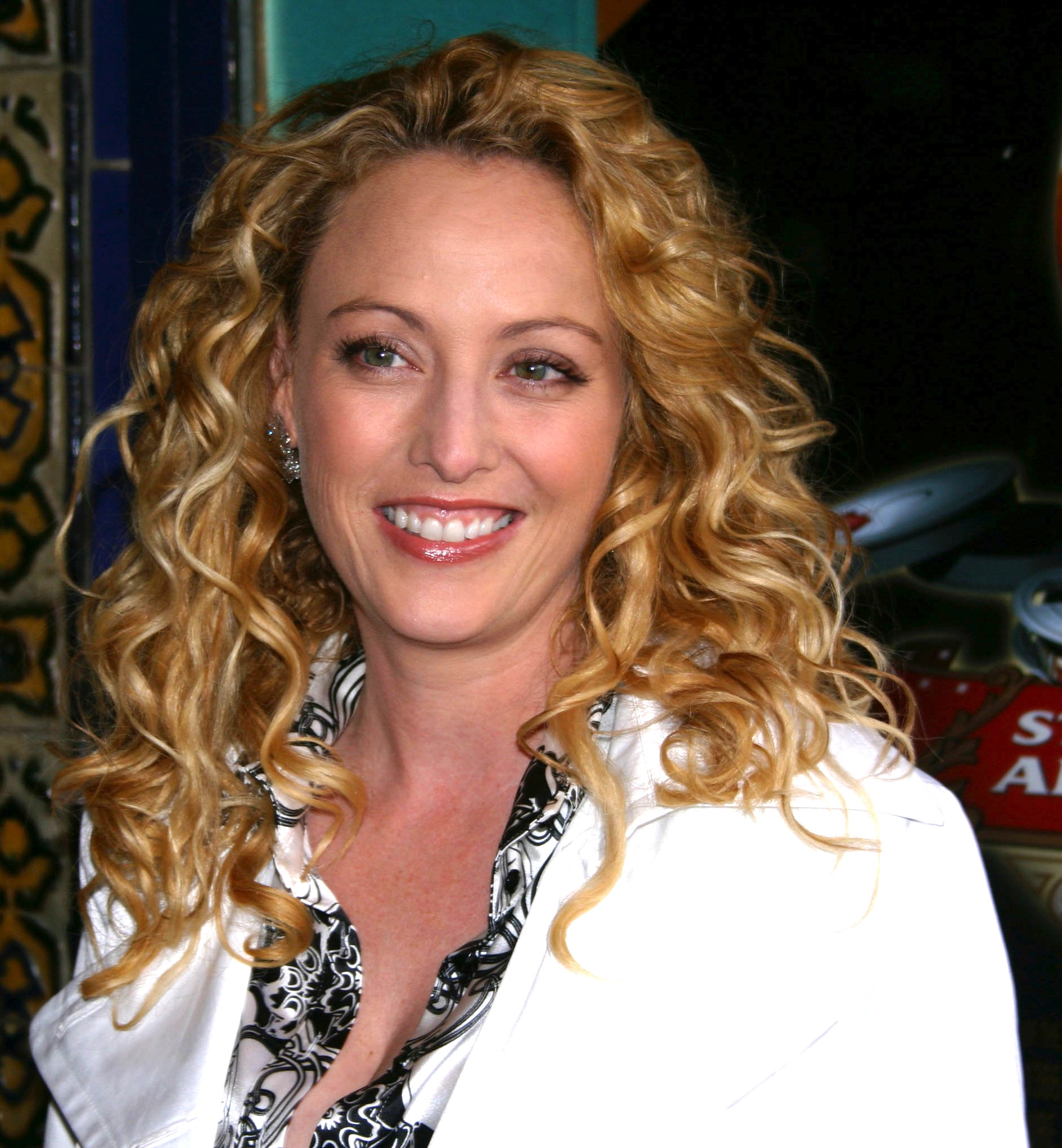
Вирджиния Мэдсен, лучшая женская роль второго плана

| Лучший режиссёр                   | 1. Мартин Скорсезе — «Авиатор» 2. Клинт Иствуд — «Малышка на миллион» 3. Александр Пэйн — «На обочине» 4. Марк Форстер — «Волшебная страна» 5. Тейлор Хэкфорд — «Рэй» |
| Лучшая мужская роль               | 1. Джейми Фокс — «Рэй» 2. Хавьер Бардем — «Море внутри» 3. Джонни Депп — «Волшебная страна» 4. Пол Джаматти — «На обочине» 5. Леонардо ДиКаприо — «Авиатор» 6. Дон Чидл — «Отель "Руанда"» |
| Лучшая женская роль               | 1. Хилари Суэнк — «Малышка на миллион» 2. Аннетт Беннинг — «Театр» 3. Каталина Сандино Морено — «Благословенная Мария» 4. Имелда Стонтон — «Вера Дрейк» 5. Ума Турман — «Убить Билла 2» 6. Кейт Уинслет — «Вечное сияние чистого разума» |
| Лучшая мужская роль второго плана | 1. Томас Хейден Чёрч — «На обочине» 2. Клайв Оуэн — «Близость» 3. Питер Сарсгаард — «Доктор Кинси» 4. Джейми Фокс — «Соучастник» 5. Морган Фриман — «Малышка на миллион» |
| Лучшая женская роль второго плана | 1. Вирджиния Мэдсен — «На обочине» 2. Кейт Бланшетт — «Авиатор» 3. Лора Линни — «Доктор Кинси» 4. Натали Портман — «Близость» 5. Кейт Уинслет — «Волшебная страна» |
| Лучший молодой актёр              | 1. Фредди Хаймор — «Волшебная страна» 2. Камерон Брайт — «Рождение» 3. Дэниэл Рэдклиф — «Гарри Поттер и Узник Азкабана» 4. Уильям Улльрих— «У моря» 5. Лиам Эйкен — «Лемони Сникет: 33 несчастья» |
| Лучшая молодая актриса            | 1. Эмми Россам — «Призрак оперы» 2. Эмили Браунинг — «Лемони Сникет: 33 несчастья» 3. Линдси Лохан — «Дрянные девчонки» 4. Эмма Уотсон — «Гарри Поттер и Узник Азкабана» 5. Дакота Фаннинг — «Гнев» |
| Лучший актёрский ансамбль         | 1. На обочине 2. Близость 3. Водная жизнь 4. Двенадцать друзей Оушена |
| Лучший сценарий                   | 1. Александр Пэйн, Джим Тейлор — «На обочине» 2. Чарли Кауфман — «Вечное сияние чистого разума» 3. Билл Кондон — «Доктор Кинси» 4. Джон Логан — «Авиатор» 5. Дэвид Маги — «Волшебная страна» |
| Лучший семейный фильм             | 1. Волшебная страна 2. Гарри Поттер и Узник Азкабана 3. Лемони Сникет: 33 несчастья 4. Человек-паук 2 5. Чудо |
| Лучший анимационный фильм         | 1. Суперсемейка 2. Полярный экспресс 3. Шрэк 2 |
| Лучший документальный фильм       | 1. Фаренгейт 9/11 2. Metallica 3. Двойная порция 4. Контрольная комната |
| Лучший фильм на иностранном языке | 1. Море внутри (Mar adentro) - Испания/Франция/Италия 2. Благословенная Мария (Maria Full of Grace) - Колумбия/США 3. Долгая помолвка (Un long dimanche de fiançailles) - Франция/США 4. Дом летающих кинжалов (Shi mian mai fu) - Китай/Гонконг 5. Че Гевара: Дневники мотоциклиста (Diarios de motocicleta) - Аргентина/Бразилия/Чили/Франция/Германия/Перу/Великобритания/США |
| Лучший блокбастер                 | 1. Человек-паук 2 2. Наполеон Динамит 3. Превосходство Борна 4. Страсти Христовы 5. Суперсемейка |
| Лучшая музыка к фильму            | 1. Говард Шор — «Авиатор» 2. Майкл Джаккино — «Суперсемейка» 3. Рольф Кент — «На обочине» |
| Лучшая песня к фильму             | 1. Old Habits Die Hard — «Красавчик Алфи, или Чего хотят мужчины» 2. Accidentally in Love — «Шрэк 2» 3. Believe — «Полярный экспресс» |
| лучший саундтрек                  | 1. Рэй 2. Красавчик Алфи, или Чего хотят мужчины 3. Любимчик 4. Страна садов 5. У моря |
| Лучший ТВ-фильм                   | 1. Жизнь и смерть Питера Силлерса 2. Джиго 3. Куда приводят сны 4. Творение Господне |

## Список лауреатов и номинаций
| Количество | Фильм                                  |
| ---------- | -------------------------------------- |
| 8          | На обочине                             |
| 7          | Волшебная страна                       |
| 6          | Авиатор                                |
| 4          | Доктор Кинси                           |
| 4          | Малышка на миллион                     |
| 4          | Рэй                                    |
| 3          | Вечное сияние чистого разума           |
| 3          | Гарри Поттер и Узник Азкабана          |
| 3          | Лемони Сникет: 33 несчастья            |
| 3          | Суперсемейка                           |
| 2          | Благословенная Мария                   |
| 2          | Близость                               |
| 2          | Красавчик Алфи, или Чего хотят мужчины |
| 2          | Море внутри                            |
| 2          | Отель "Руанда"                         |
| 2          | Полярный экспресс                      |
| 2          | Призрак оперы                          |
| 2          | Соучастник                             |
| 2          | У моря                                 |
| 2          | Человек-паук 2                         |
| 2          | Шрэк 2                                 |

| Количество | Фильм            |
| ---------- | ---------------- |
| 5          | На обочине       |
| 2          | Авиатор          |
| 2          | Волшебная страна |
| 2          | Рэй              |